# 김성래 (바둑 기사)
김성래(金成來, 1963년 11월 9일 ~ )는 대한민국의 바둑 기사이다. 바둑 해설가이며, 현재, 명지대학교 겸임교수이다. 장녀 김채영과 차녀 김다영 모두 프로바둑 기사이다.

## 약력
1996년에 입단하였고, 2006년 4단을 거쳐 2013년 11월에 5단으로 승단하였다. 1998년 제10기 기성전 본선, 2002년 21기 KBS 바둑왕전 본선에 진출했다. 2003년 제2기 KT배 16강, 2004년 제1기 전자랜드배 왕중왕전 백호부 16강에 올랐다. 2010년, 헝가리 부다페스트에서 한국바둑 세계화사업을 위해 활동했다. 2021년에 6단으로 승단했다.

## 저서
- 동형반복실전사활(하) 2000.
- 한국고대바둑보급에 대한 연구(석사논문, 2001)
- 한국바둑 왜 강한가. 2002.
- 오로 스피드바둑 입문 1,2,3편 2003.
- 아마탈출1,2
- Korea style of Baduk
- 21세기 신정석과 포석